# Face Dances
Face Dances este al nouălea album al trupei engleze de rock, The Who. A fost lansat inițial în 1981 în SUA de către Warner Bros. Records și de Polydor Records în Marea Britanie. A fost primul album pe care The Who l-a făcut cu bateristul Kenney Jones, după moartea lui Keith Moon, și primul lor album lansat de Warner Bros. Records.

## Tracklist
1. "You Better You Bet" (5:36)
2. "Don't Let Go The Coat" (3:44)
3. "Cache Cache" (3:57)
4. "The Quiet One" ( John Entwistle ) (3:10)
5. "Did You Steel My Money" (4:11)
6. "How Can You Do It Alone" (5:26)
7. "Daily Records" (3:27)
8. "You" ( John Entwistle ) (4:31)
9. "Another Tricky Day" (4:55)

- Toate cântecele au fost scrise de Pete Townshend cu excepția celor notate

## Single-uri
- "You Better You Bet" (1981)
- "Don't Let Go The Coat" (1981)

## Componență
- Roger Daltrey - voce, muzicuță
- John Entwistle - chitară bas, voce, voce principală pe "The Quiet One"
- Pete Townshend - chitare, claviaturi, voce
- Kenney Jones - baterie